# Simmerath
Simmerath è un comune di 15 614 abitanti della Renania Settentrionale-Vestfalia, in Germania.
Appartiene al distretto governativo (Regierungsbezirk) di Colonia ed alla regione urbana (StädteRegion) di Aquisgrana (targa AC).

## Geografia antropica

### Suddivisioni amministrative
Il territorio comunale si divide in 17 zone, corrispondenti a centro abitato di Simmerath e a 16 frazioni:
- Simmerath (centro abitato)
- Dedenborn
- Eicherscheid
- Einruhr
- Erkensruhr
- Hammer
- Hirschrott
- Huppenbroich
- Kesternich
- Lammersdorf
- Paustenbach
- Rollesbroich
- Rurberg
- Steckenborn
- Strauch
- Witzerath
- Woffelsbach